# 深月水脈
深月 水脈，日本漫畫家。作品特色為，女主角大多18歲以下的校園戀愛漫畫。
- 目前於講談社的月刊2008年5月號，連載作品（原作/原田舞葉）。[1]
- 講談社，第24回的審査員之一。[2]

## 作品
- I.Q偶像球星、全3冊、原名
- 酒店女郎18歲、全7冊、原名
- 結婚夢幻曲、全1冊、原名
- BIG SMILE開懷的笑、全2冊、原名
- 愛情2+1、全1冊、原名
- 純真年代、全1冊、原名
- 戀愛中毒症、全1冊、原名
- 女孩十八變、全1冊、原名
- 俏女生人人愛、全1冊、原名
- 愛情准考證、全1冊、原名
- 牽手到永遠、全1冊、原名
- 快樂家庭計劃、全2冊、原名
- 春天的灰姑娘、全1冊、原名
- 橫濱無印少年、全1冊、原名

原作：綿矢莉莎（綿矢りさ）
- INSTALL未成年載入、全1冊、原名《インストール（日语：インストール (小説)）》

## 外部連結
- （日語）[永久] - 講談社